# Сальников, Роман Иванович
Рома́н Ива́нович Са́льников (укр. Роман Ігорович Сальников; 18 февраля 1976, Харьков, Украинская ССР, СССР) — украинский хоккеист, правый нападающий, национальной сборной Украины.

## Биография
В составе национальной сборной Украины провел 156 матчей (40 +40) участник зимних Олимпийских игр 2002 (4 матча, 0 +3), участник чемпионатов мира 1997 (группа C), 1998(группа В), 1999, 2001, 2002, 2003, 2004, 2005, 2006, 2007, 2008 (дивизион I), 2009 (дивизион I) и 2010 (дивизион I) (45 матчей, 7+4). В составе юниорской сборной Украины участник чемпионата Европы 1994 (группа C) и чемпионата мира 1995.